# The Black Halo
The Black Halo — седьмой полноформатный альбом американской пауэр-метал-группы Kamelot, вышедший 15 марта 2005 года на лейбле SPV GmbH. Сюжет альбома основан на поэме Иоганна Вольфганга Гёте «Фауст» и завершает историю, начатую на предыдущем альбоме Epica. На песни «March of Mephisto» и «The Haunting (Somewhere in Time)» были сняты видеоклипы.

## Сюжет
Главный герой Ариэль пребывает в отчаянии после смерти своей возлюбленной Елены (см. Epica), и в этот момент к нему является его покровитель — Мефисто. Он нашёл девушку по имени Маргарет, как две капли воды похожую на Елену, и с помощью демона протагонист соблазняет её. Но на следующее утро дьявольские чары улетучиваются, и Ариэль понимает, что он сделал. Он объясняет Маргарет, что пытался увидеть в ней лишь двойника своей утерянной любви, и потому они должны расстаться навсегда.
Герой отчаянно размышляет над смыслом человеческого существования, над тем, как добрые намерения оборачиваются злом, над тем, существует ли для людей идеальный мир. Ариэль приходит к осознанию того, что из-за его грехов двери рая отныне для него закрыты, Бог отвернулся от него. Ариэль также видит, что он фактически предал двух женщин, которые любили его — Елену и Маргарет.
Он возвращается в замок Мефисто, обвиняя демона во лжи и предательстве. Главный герой более не хочет следовать предложенному им пути. Неожиданно к нему приходит озарение: Ариэль понимает, что единственной вселенской истиной является Любовь, и верит, что благодаря ей он вновь встретится с Еленой. Прозрение героя приводит в исполнение его сделку с Мефисто. Но Ариэль более не испытывает страха перед смертью, он знает, что каждый человек сам создаёт свою судьбу и готов ответить за всё, совершённое им в жизни. Мефисто является за душой Ариэля, но тот, отвергнув зло, обретает спасение и воссоединяется с Еленой.
В финале оказывается, что вся эта история была новогодним спектаклем, поставленным в театре города Гейтсвилля.

## Список композиций
1. «March of Mephisto» — 5:28
2. «When the Lights are Down» — 3:41
3. «The Haunting (Somewhere in Time)» — 5:40
4. «Soul Society» — 4:17
5. «Interlude I: Dei Gratia» — 0:57
6. «Abandoned» — 4:07
7. «This Pain» — 3:59
8. «Moonlight» — 5:10
9. «Interlude II: Un Assassinio Molto Silenzioso» — 0:40
10. «The Black Halo» — 3:43
11. «Nothing Ever Dies» — 4:45
12. «Memento Mori» — 8:54
13. «Interlude III: Midnight — Twelve Tolls For A New Day» — 1:21
14. «Serenade» — 4:32
15. «The Haunting (Somewhere In Time) (radio edit)» (limited edition) — 3:42
16. «March Of Mephisto (radio edit)» (limited edition) — 3:31
17. «Epilogue» (Japanese bonus track) — 2:46
18. «Soul Society (radio edit)» (Japanese bonus track) — 3:52

## Участники записи

### Группа
- Рой Хан — вокал
- Томас Янгблад — гитара
- Гленн Барри — бас-гитара
- Кэйси Грилло — ударные

### Приглашённые музыканты
- Мефисто на «March of Mephisto» и «Memento Mori» — Шаграт
- Елена на «Abandoned» и «Memento Mori» — Мэри Йангблад
- Маргарет на «The Haunting» — Симона Симонс
- Швейцар в театре и мэр Гейтсвилля — Джефф Радд
- Девочка Алина на «Soul Society» — Аннелиза Янгблад (дочь Томаса и Мэри Янгблад)
- Певица из кабаре на «Un Assassinio Molto Silenzioso» — Синтия Риззо
- Клавишные и Оркестровки — Миро
- Дополнительная гитара — Саша Пайет
- Клавишные соло на «March of Mephisto» и «When the Lights Are Down» — Йэнс Юханссон
- D-Бас на «Abandoned» — Андрэ Нейгенфинд
- Гобой на «Memento Mori» — Вольфганг Дьетрих
- Роденбергский Симфонический Оркестр
- Хор: Герби Ланганс, Аманда Сомервилль, Майкл Роденберг, Герит Гобель, Томас Реттке и Элизабет Кьяернес